# Pablo Moret
Pablo Moret va ser un actor francès nascut en Moliéres, Departament de Tarn et Garonne el 2 de juny de 1937. Se'l considera un prestigiós actor del cinema argentí.

## Biografia[calcitació]
Va fer els seus estudis secundaris en el Lycée Ingres de Montauban, després de la qual va viatjar a Buenos Aires, Argentina en 1951. Va iniciar la seva preparació actoral amb Hedy Crilla.
La seva carrera es va iniciar amb l'espectacle La cabalgata del Tango, representat en el Teatre Argentí, integrant el cos de ball (al costat de Eber i Nélida Lobato, Enrique Ibarreta, Thelma Mendoza), al capdavant de l'elenc figuraven Nelly Daren, Azucena Maizani, Agustín Castro Miranda i Fernando Borel. Va ser descobert per Salvador Sorties, qui ho va batejar artísticament i va aparèixer com a extra en l'escena del ball al costat de Laura Hidalgo, en el film de Carlos Hugo Christensen María Magdalena, 1954.
Temps després va tenir l'oportunitat de rendir una prova per cobrir un personatge en la pel·lícula Los tallos amargos de 1956 (Fernando Ayala), va ser nominat com a «revelació de l'any»; i El jefe de 1958. Més tard, José Martínez Suárez, li va confiar un dels tres rols protagònics a DAR LA CARA de 1962, estupenda radiografia de la realitat social juvenil post peronista.
En Televisió va actuar en els començaments de Canal 7, en el Teleteatro Mis cuatro hijos varones, amb Raúl Rossi (rol de Pare), Leonardo Favio (germà) Juan Carlos Barbieri (germà) i Rodolfo Ranni (germà). Després va realitzar La gran resvista de TV, dirigida per Jean Cartier - on feia quadres Musicals juntament amb Egle Martín –
- TV canal 7 .Cuando los años son pocos. . . de 1961 (de Miguel de Calasanz) juntament amb Esmeralda Berart, Rodolfo Ranni, Raúl Rossi, Carlos Pamplona, Julio Gini
En la dècada dels 80, va realitzar Telenovel·les, Entre el amor y el poder (1985) de Jorge Cavanet.
En Teatre, la seva labor es va limitar a 2 Obres: El bosque petrificado de Robert Sherwood (1957) juntament amb María Vaner en el Teatre Candilejas, i Electra de Jean Giraudoux (1961) parlada en Francès, en el Rol de Orestes, al costat de Mónica Cahen D'Anvers en el teatre Ateneu.
Va ser un dels actors més sol·licitats i d'intensa activitat dins del gènere de les Fotonovelas., una de la més reeixides que va protagonitzar va ser Escuela nocturna, dirigida per Kurt Land, que va explicar en el seu elenc amb un grup de figures que amb el temps van aconseguir gran popularitat en l'espectacle: Graciela Borges, Elsa Daniel, María Aurelia Bisutti, Domingo Alzugaray, etc.
Va visitar Xile, convidat per a un Festival de Cinema Argentí en Vinya del Mar, en representació del Film Quinto Año Nacional (1961) de Rodolfo Blasco, i va ser contractat per la Revista Cine Amor (Xile) de gran difusió Internacional.
Des de fa diversos anys està radicat en Puerto Montt - Xile, on es dedica a l'activitat Comercial., Restaurant Posada STOP Chinquihue, en Puerto Montt - Xile.

## Pel·lícules[calcitació]
- Festa (1989) d'Ugo Giorgetti (film Brasil)
- Cuerpos perdidos / Corps perdus (1989) d'Eduardo de Gregorio (film Franco-Argentino)
- Los taxistas del humor o Taxi Uno (1987) de Vicente Viney
- La virgen gaucha (1987) d'Abel Raúl Beltrami
- Los días de junio (1985) d'Alberto Fischerman
- Fiebre (1972) d'Armando Bó
- La familia Falcón (1963) de Román Viñoly Barreto
- Dar la cara (1962) de José Martínez Suárez ... Mariano Carbó
- Una jaula no tiene secretos (1962) d'Agustín Navarro (film Hispano – Argentina)
- Los que verán a Dios (1961) de Rodolfo Blasco
- Quinto año nacional (1961) de Rodolfo Blasco
- ...Y el demonio creó a los hombres (1960) d'Armando Bó
- El asalto (1960) de Kurt Land
- Aquello que amamos (1959)(Leopoldo Torres Ríos) ... Jorge
- El jefe (1958) (Fernando Ayala) ... Müller
- Los tallos amargos (1956) de Fernando Ayala ... Jarvis Liudas
- María Magdalena (1954) de Carlos Hugo Christensen ... Extra